# Futbol'nyj Klub Ufa 2018-2019
Questa voce raccoglie le informazioni riguardanti il Futbol'nyj Klub Ufa nelle competizioni ufficiali della stagione 2018-2019.

## Stagione
Le prestazioni della squadra peggiorarono notevolmente: il cammino in Europa si interruppe prima della fase a girone di Europa League per mano dei Rangers, mentre in campionato la squadra finì quattordicesima, dovendo giocarsi la salvezzaagli spareggi, vinti contro il Tom' Tomsk.

## Maglie
| Manica sinistra · Manica sinistra · Maglietta · Manica destra · Manica destra · Pantaloncini · Pantaloncini · Calzettoni | Manica sinistra · Manica sinistra · Maglietta · Maglietta · Manica destra · Manica destra · Pantaloncini · Pantaloncini · Calzettoni | Manica sinistra · Manica sinistra · Maglietta · Maglietta · Manica destra · Manica destra · Pantaloncini · Pantaloncini · Calzettoni |

## Rosa
| N. |                        | Ruolo | Calciatore          |
| -- | ---------------------- | ----- | ------------------- |
| 3  | Russia (bandiera)      | D     | Pavel Alikin        |
| 4  | Russia (bandiera)      | D     | Aleksey Nikitin     |
| 5  | Slovenia (bandiera)    | D     | Bojan Jokic         |
| 6  | Svizzera (bandiera)    | C     | Veroljub Salatic    |
| 7  | Russia (bandiera)      | A     | Dmitriy Sysuev      |
| 8  | Moldavia (bandiera)    | C     | Cătălin Carp        |
| 9  | Rep. Ceca (bandiera)   | C     | Ondrej Vanek        |
| 11 | Slovenia (bandiera)    | A     | Lovro Bizjak        |
| 13 | Russia (bandiera)      | C     | Azamat Zaseev       |
| 15 | Russia (bandiera)      | D     | Aleksandr Putsko    |
| 16 | Russia (bandiera)      | P     | Yuri Shafinskiy     |
| 17 | Russia (bandiera)      | D     | Dmitri Zhivoglyadov |
| 19 | Croazia (bandiera)     | C     | Ivan Paurevic       |
| 27 | Romania (bandiera)     | D     | Ionut Nedelcearu    |
| 29 | Lussemburgo (bandiera) | C     | Olivier Thill       |
| 31 | Russia (bandiera)      | P     | Aleksandr Belenov   |

| N. |                       | Ruolo | Calciatore           |
| -- | --------------------- | ----- | -------------------- |
| 32 | Slovenia (bandiera)   | A     | Andrés Vombergar     |
| 33 | Russia (bandiera)     | D     | Aleksandr Sukhov     |
| 44 | Nigeria (bandiera)    | A     | Sly                  |
| 55 | Georgia (bandiera)    | D     | Jemal Tabidze        |
| 56 | Russia (bandiera)     | D     | Danil Krugovoy       |
| 57 | Russia (bandiera)     | A     | Vyacheslav Krotov    |
| 77 | Russia (bandiera)     | C     | Azer Aliev           |
| 87 | Russia (bandiera)     | C     | Igor Bezdenezhnykh   |
| -  | Russia (bandiera)     | P     | Giorgi Shelia        |
| -  | Russia (bandiera)     | P     | Timur Akmurzin       |
| -  | Russia (bandiera)     | D     | Igor Diveev          |
| -  | Russia (bandiera)     | D     | Denis Tumasyan       |
| -  | Russia (bandiera)     | C     | Ivan Oblyakov        |
| -  | Kazakistan (bandiera) | A     | Erkebulan Seydakhmet |
| -  | Nigeria (bandiera)    | A     | Kehinde Fatai        |

## Risultati

### Campionato
| Ufa 30 luglio 2018, ore 17:00 1ª giornata | Ufa            | 0 – 0 referto | Lokomotiv Mosca | Stadio Neftjanik (8.368 spett.)\| Arbitro: \| Mikhail Vilkov \| |
| Arbitro:                                  | Mikhail Vilkov |               |                 |                                                                 |

| Arbitro: | Sergey Karasev |

|                                          |           |  |
| Sly 3’ Ondrej Vanek 87’ Ondrej Vanek 89’ | Marcatori |  |

| Arbitro: | Aleksey Matyunin |

|  |           |               |
|  | Marcatori | 86’ Wanderson |

| Arbitro: | Vladimir Moskalev |

|                                                            |           |  |
| Kirill Panchenko 63’ Evgeniy Lutsenko 84’ Joãozinho 90'+4’ | Marcatori |  |

| Arbitro: | Nikolay Voloshin |

|  |           |                                          |
|  | Marcatori | 3’ (aut.) Ivan Paurevic 11’ Artem Dzyuba |

| Arbitro: | Stanislav Vasiljev |

|                            |           |                  |
| Magomed Mitrishev 58’, 59’ | Marcatori | 82’ Catalin Carp |

| Arbitro: | Sergey Lapochkin |

|  |           |                                                                     |
|  | Marcatori | 45'+3’ Fedor Chalov 59’ Timur Zhamaletdinov 63’ Timur Zhamaletdinov |

| Rostov sul Don 22 settembre 2018, ore 18:00 8ª giornata | Rostov           | 0 – 0 referto | Ufa | Stadio Olimp-2 (35.337 spett.)\| Arbitro: \| Vasili Kazartsev \| |
| Arbitro:                                                | Vasili Kazartsev |               |     |                                                                  |

| Arbitro: | Sergej Ivanov |

|                               |           |                       |
| Vyacheslav Krotov 46’ Sly 69’ | Marcatori | 35’ Mikhail Kostyukov |

| Arbitro: | Sergey Karasev |

|                       |           |         |
| Georgi Kostadinov 70’ | Marcatori | 45’ Sly |

| Ufa 20 ottobre 2018, ore 15:30 11ª giornata | Ufa           | 0 – 0 referto | Rubin | Stadio Neftjanik (5.166 spett.)\| Arbitro: \| Roman Galimov \| |
| Arbitro:                                    | Roman Galimov |               |       |                                                                |

| Arbitro: | Aleksey Eskov |

|                   |           |                  |
| Eric Bicfalvi 61’ | Marcatori | 44’ Pavel Alikin |

| Arbitro: | Vladislav Bezborodov |

|                    |           |                                           |
| Dmitriy Sysuev 67’ | Marcatori | 18’ Miral Samardzic 90'+2’ Pavel Yakovlev |

| Arbitro: | Kirill Levnikov |

|                                        |           |  |
| Dmitriy Sysuev 75’ Lovro Bizjak 90'+2’ | Marcatori |  |

| Arbitro: | Vitali Meshkov |

|                      |           |  |
| Aleksey Sutormin 80’ | Marcatori |  |

| Kaspijsk 1º dicembre 2018, ore 17:00 16ª giornata | Anži           | 0 – 0 referto | Ufa | Anži-Arena (1.655 spett.)\| Arbitro: \| Mikhail Vilkov \| |
| Arbitro:                                          | Mikhail Vilkov |               |     |                                                           |

| Arbitro: | Aleksey Eskov |

|                   |           |                   |
| Ivan Ignatjev 26’ | Marcatori | 14’ Olivier Thill |

| Arbitro: | Sergey Lapochkin |

|         |           |                                               |
| Sly 32’ | Marcatori | 60’ Evgeniy Lutsenko 90'+4’ Vyacheslav Grulev |

| Arbitro: | Aleksey Eskov |

|                                       |           |                  |
| Sardar Azmoun 30’ Emiliano Rigoni 34’ | Marcatori | 25’ Catalin Carp |

| Arbitro: | Vitali Meshkov |

|  |           |                  |
|  | Marcatori | 72’ Anton Shvets |

| Arbitro: | Sergej Ivanov |

|                                    |           |                             |
| Nikola Vlasic 25’ Fedor Chalov 65’ | Marcatori | 87’ Lovro Bizjak 90'+3’ Sly |

| Arbitro: | Aleksey Matyunin |

|         |           |  |
| Sly 25’ | Marcatori |  |

| Krasnojarsk 13 aprile 2019, ore 10:30 23ª giornata | Enisej         | 0 – 0 referto | Ufa | Stadio Centrale (6.778 spett.)\| Arbitro: \| Sergey Karasev \| |
| Arbitro:                                           | Sergey Karasev |               |     |                                                                |

| Arbitro: | Vladimir Moskalev |

|         |           |                                         |
| Sly 38’ | Marcatori | 3’ Zelimkhan Bakaev 24’ Igor Gorbatenko |

| Arbitro: | Sergey Lapochkin |

|                  |           |                       |
| Egor Sorokin 72’ | Marcatori | 45'+2’ Danil Krugovoy |

| Arbitro: | Mikhail Vilkov |

|                                                                 |           |                   |
| Andrés Vombergar 22’ Ondrej Vanek 52’ (rig.) Sly 79’ Sly 90'+1’ | Marcatori | 16’ Eric Bicfalvi |

| Arbitro: | Vitali Meshkov |

|                    |           |                         |
| Artem Timofeev 12’ | Marcatori | 90'+3’ Ionut Nedelcearu |

| Arbitro: | Pavel Kukuyan |

|             |           |  |
| Zé Luís 11’ | Marcatori |  |

| Arbitro: | Aleksey Matyunin |

|  |           |                                      |
|  | Marcatori | 15’ Ricardo Alves 87’ Danijel Miskic |

| Arbitro: | Sergej Ivanov |

|                      |           |  |
| Manuel Fernandes 39’ | Marcatori |  |

#### Spareggio promozione/retrocessione
| Arbitro: | Mikhail Vilkov |

|                                 |           |  |
| Sly 28’ Ismail Ediev 81’ (aut.) | Marcatori |  |

| Arbitro: | Vitali Meshkov |

|                     |           |  |
| Aleksey Gasilin 11’ | Marcatori |  |

### Coppa di Russia
| Arbitro: | Vitali Meshkov |

|  |                      |  |
|  | Tiri di rigore 5 – 3 |  |

### UEFA Europa League
| Ufa 26 luglio 2018, ore 16:00 2º Turno - Andata | Ufa            | 0 – 0 referto | Domžale | Stadio Neftjanik (11.210 spett.)\| Arbitro: \| Donatas Rumsas \| |
| Arbitro:                                        | Donatas Rumsas |               |         |                                                                  |

| Arbitro: | Arnold Hunter |

|                  |           |                 |
| Lovro Bizjak 51’ | Marcatori | 87’ Bojan Jokic |

| Arbitro: | Stephan Klossner |

|                           |           |                   |
| Sly 38’ Ivan Oblyakov 63’ | Marcatori | 80’ Olivier Thill |

| Arbitro: | Manuel Schüttengruber |

|                                              |           |                                        |
| Pavel Alikin 3’ (aut.) Mayron de Almeida 72’ | Marcatori | 50’ Ivan Paurevic 90'+4’ Ivan Paurevic |

| Arbitro: | Daniel Stefanski |

|                    |           |  |
| Connor Goldson 41’ | Marcatori |  |

| Arbitro: | Tobias Stieler |

|                    |           |                |
| Dmitriy Sysuev 32’ | Marcatori | 9’ Ovie Ejaria |